# فريدي كوينتيرو
فريدي كوينتيرو (بالإسبانية: Freddy Quintero) هو مبارز بالسيف فنزويلي، ولد في 24 مايو 1938 في كاراكاس في فنزويلا.

## وصلات خارجية
- فريدي كوينتيرو على موقع أوليمبيديا (الإنجليزية)